# Renia rhetusalis
Renia rhetusalis là một loài bướm đêm trong họ Noctuidae.